# Domein Dalle-Dumont

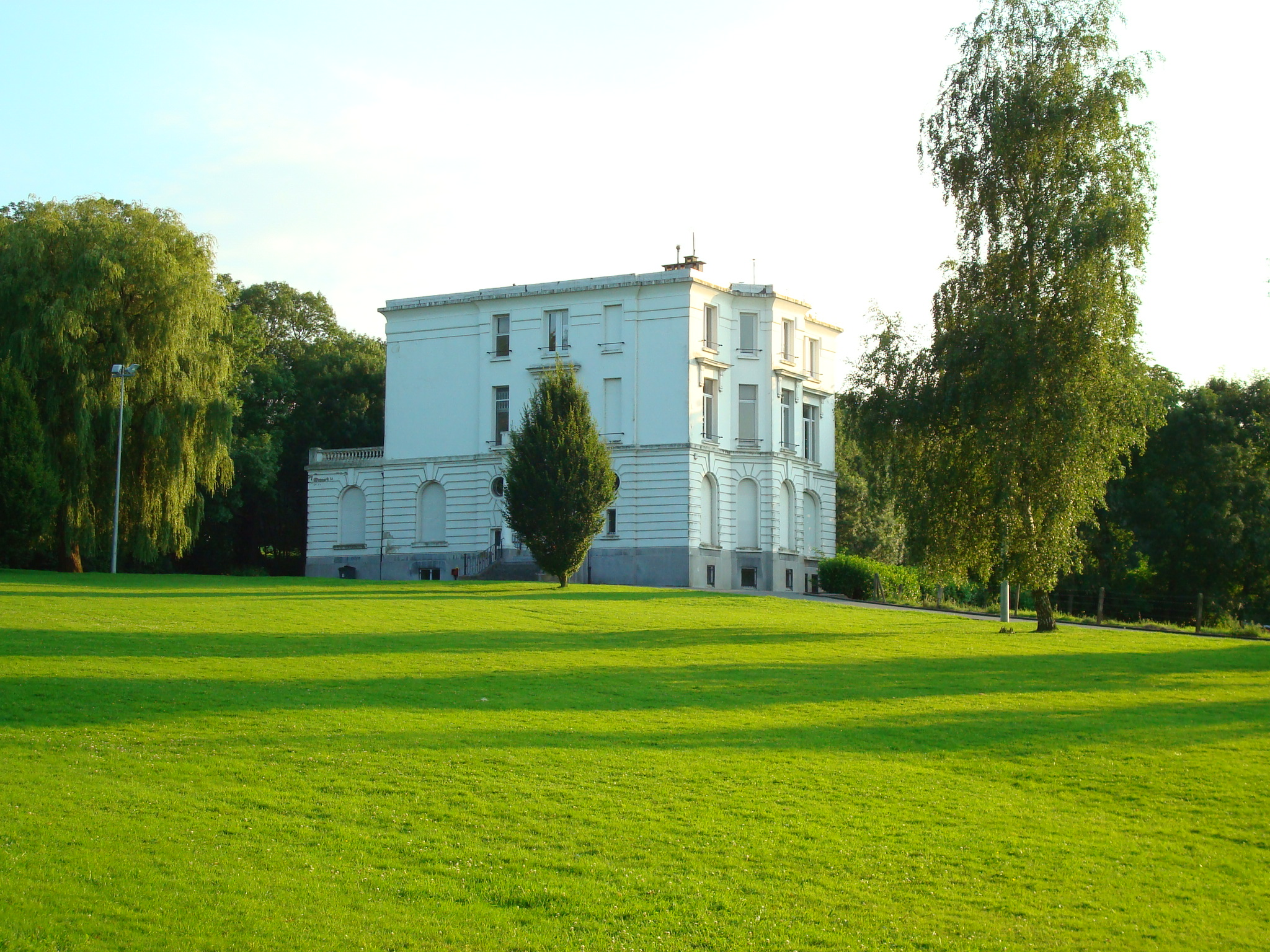
Het Wit Kasteel

Het Domein Dalle-Dumont is een parkdomein in de Franse gemeente Wervicq-Sud. Het ligt net ten zuiden van het dorpscentrum op La Montagne (in België de Franse Berg genoemd). Het domein is zo'n 13 ha groot. Het bestaat uit een park, bos, vijver en een kasteel, het zogenaamde "Wit Kasteel" (Château Blanc). Het is eigendom van de gemeente.

## Geschiedenis
Het Wit Kasteel werd gebouwd in 1910 door de familie Derville. Charles Derville was een industrieel, actief in de textielsector. Tijdens de Eerste Wereldoorlog lag Wervicq-Sud in Duits bezet gebied, op een tiental kilometer van het front van de Ieperboog. De Duitsers vorderden het kasteel op en richtten het in als lazaret, "Feldlazarett Nr. 9". De soldaten die stierven als gevolg van hun verwondingen werden begraven in het park van het kasteel. Er wordt ook beweerd dat Adolf Hitler in het veldhospitaal zou verbleven hebben ten tijde van de Duitse evacuatie in oktober 1918.
Na de oorlog werden de stoffelijke overschotten verplaatst naar een open dodenakker. Het kasteel ging de familie Dalle-Dumont, later naar de gemeente.
In het bos bevindt zich een monument voor de Duitse doden uit de Eerste Wereldoorlog, en de resten van verschillende Duitse constructies. In het zuiden ligt nog het Deutscher Soldatenfriedhof Wervicq-Sud, waar bijna 2500 Duitse gesneuvelden begraven zijn.